# Sambomaster wa kimi ni katarikakeru
Sambomaster wa Kimi ni Katarikakeru (サンボマスターは君に語りかける) é o segundo álbum da banda Sambomaster.

## Lista de Faixas
1. Utagoe Yoo Kore (歌声よおこれ)
2. Seishun Kyōsōkyoku (青春狂騒曲)
Tema de abertura do animê Naruto da TV Tokyo
3. Kore de Jiyū ni Natta no da (これで自由になったのだ)
4. Utsukushiki Ningen no Hibi (美しき人間の日々)
5. Yoru ga Aketara (夜が明けたら)
6. Yokubō Rock (欲望ロック)
7. Omoide wa Yogisha ni Notte (想い出は夜汽車にのって)
8. Shūmatsu Soul (週末ソウル)
9. Anata ga Hito wo Uragireru Nara Boku wa Dareka wo Koroshite Shimatta sa (あなたが人を裏切るなら僕は誰かを殺してしまったさ)
10. Muffler no Yureru Aida ni (マフラーの揺れる間に)
11. Futari (ふたり)
12. Tsuki ni Saku Hana no Yō ni Naru no (月に咲く花のようになるの)
Trilha sonora do filme MORI NO HON